# Paris-Bourges
Paris-Bourges ou Paris-Gien-Bourges est une course cycliste en ligne française créée en 1913. Réservée aux professionnels à partir de 1949 elle s'arrêta en 2023 par faute de moyens financiers.
En 2025, Paris-Bourges continue uniquement au niveau amateur.

## Histoire
La course est créée en 1913 .
À l’origine épreuve amateur, la course est réservée aux cyclistes professionnels depuis 1949.
De 1980 à 1992, cette épreuve est disputée sur deux ou trois étapes (à l’exception de 1989 où la course n’a pas lieu et de 1984 où elle reprend le format d'une course en ligne avec une seule épreuve comme avant 1980 et après 1992).
Elle est classée en catégorie 1.1 par l'Union cycliste internationale et est inscrite entre 1993 et 2008 comme épreuve comptant pour la Coupe de France de cyclisme sur route.
L'édition 2020 est annulée en raison de la pandémie de Covid-19.
La 72e et dernière édition professionnelle est organisée par l’Union Bourges Cher Cyclisme, le 5 octobre 2023 de Gien à Bourges sur 198 km. En 2024, la course est annulée pour des raisons financières et l'édition 2025 n'est présente qu'au calendrier amateurs dans le cadre de la Coupe de France des Clubs N1 / N2 / N3.

## Éditions

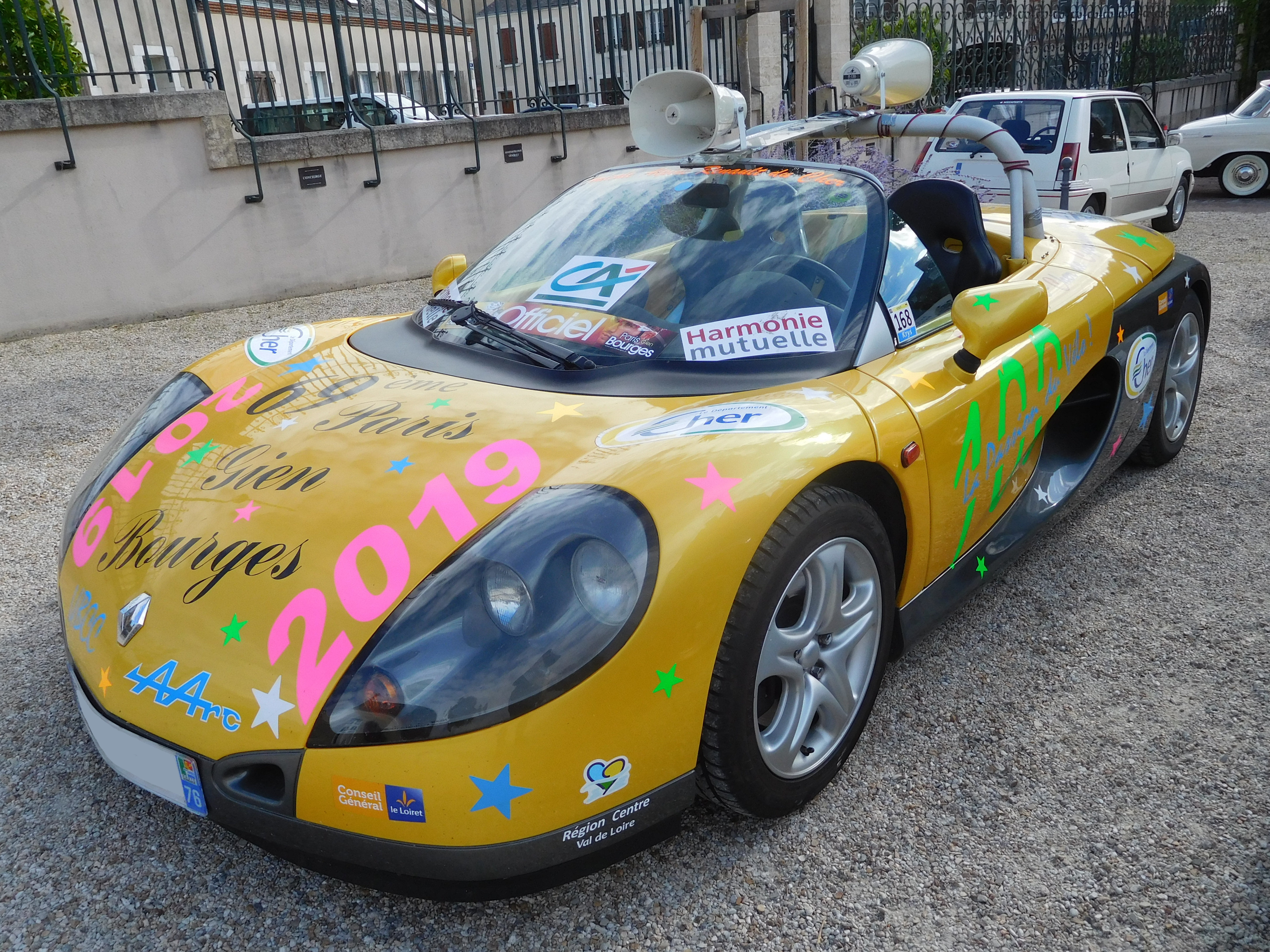
Voiture ouvreuse du Paris-Bourges 2019.

Si toutes les éditions arrivent à Bourges, les villes-départs sont différentes, les détails sont consultables dans le tableau ci-dessous.
Depuis 1998, le départ de la course est donnée à Gien (Loiret).
| Édition | Année | Date                     | Départ                                                | Distance (km)   | Participants | Classés |
| ------- | ----- | ------------------------ | ----------------------------------------------------- | --------------- | ------------ | ------- |
| 1,      | 1913  | 28 septembre             | Ville-d'Avray (Seine-et-Oise)                         | 230             | ?            | 6       |
| 2,      | 1917  | 14 juillet               | Villeneuve-Saint-Georges (Seine-et-Oise)              | 221             | 21           | 10      |
| 3,      | 1922  | 6 août                   | Suresnes (Seine)                                      | 271             | ?            | 7       |
| 4       | 1923  | 7 octobre                | Suresnes (Seine)                                      | 271             | 35           | 9       |
| 5,      | 1924  | 3 août                   | Suresnes (Seine)                                      | 270             | 24           | 15      |
| 6,      | 1925  | 30 août                  | Antony, La Croix de Berny (Seine)                     | ?               | 45           | 20      |
| 7,      | 1928  | 29 juillet               | Paray-Vieille-Poste, aérodrome d'Orly (Seine-et-Oise) | 225             | 42           | 17      |
| 8,      | 1929  | 28 juillet               | Suresnes (Seine)                                      | 180             | 45           | > 14    |
| 9,      | 1932  | 5 juin                   | Villejuif (Seine)                                     | 235             | 88           | ?       |
| 10      | 1933  | 4 juin                   | Villejuif (Seine)                                     | 235             | 57           | ?       |
| 11,     | 1947  | 23 juin                  | Meudon (Seine-et-Oise)                                | 240             | ?            | 30      |
| 12,     | 1948  | 21 juin                  | Villejuif (Seine)                                     | 254             | 74           | ?       |
| 13      | 1949  | 20 juin                  | Villejuif (Seine)                                     | 250             | ?            | ?       |
| 14      | 1950  | 26 juin                  | Villejuif (Seine)                                     | 250             | ?            | ?       |
| 15      | 1951  | 25 juin                  | Villejuif (Seine)                                     | 250             |              |         |
| 16      | 1952  | 23 juin                  | Villejuif (Seine)                                     | 264             |              |         |
| 17      | 1953  | 22 juin                  | Villejuif (Seine)                                     | 263             | 99           | ?       |
| 18      | 1954  | 21 juin                  |                                                       | 264             |              |         |
| 19      | 1955  | 20 juin                  |                                                       | 265             | 59           | > 24    |
| 20      | 1956  | 25 juin                  |                                                       |                 |              |         |
| 21      | 1957  | 24 juin                  |                                                       |                 |              |         |
| 22      | 1971  | 17 mai                   |                                                       |                 |              |         |
| 23      | 1972  | 6 mai                    |                                                       |                 |              |         |
| 24      | 1973  | 26 mai                   |                                                       |                 |              |         |
| 25      | 1974  | 20 mai                   |                                                       |                 |              |         |
| 26      | 1975  | 3 mai                    |                                                       |                 |              |         |
| 27      | 1976  | 8 juin                   |                                                       |                 |              |         |
| 28      | 1977  | 11 juin                  |                                                       |                 |              |         |
| 29      | 1978  | 10 juin                  |                                                       |                 |              |         |
| 30      | 1979  | 9 juin                   |                                                       |                 |              |         |
| 31      | 1980  | 12 et 13 août            | Melun / Bourges / Saint-Germain-du-Puy                | 232 / 4,4 / 236 |              |         |
| 32      | 1981  | 12 et 13 août            | Nemours / Bourges / Saint-Germain-du-Puy              |                 |              |         |
| 33      | 1982  | 27 et 28 août            | Nemours / Paris                                       |                 |              |         |
| 34      | 1983  | 27 et 28 août            | Nemours / Paris                                       |                 |              |         |
| 35      | 1984  | 12 août                  |                                                       |                 |              |         |
| 36      | 1985  | 12 et 13 août            | Saint-Germain-du-Puy / Nemours                        |                 |              |         |
| 37      | 1986  | 31 août et 1er septembre | Saint-Amand-Montrond / Nemours                        |                 |              |         |
| 38      | 1987  | 28, 29 et 30 août        | Morsang-sur-Orge / Saint-Amand-Montrond / Paris       |                 |              |         |
| 39      | 1988  | 12, 13, 14 août          | Morsang-sur-Orge / Saint-Germain-du-Puy / Paris       |                 |              |         |
| 40      | 1990  | 26 et 27 juillet         | Morsang-sur-Orge / Paris / Châteauneuf-sur-Cher       |                 |              |         |
| 41      | 1991  | 2 et 3 octobre           | Morsang-sur-Orge / Étampes                            | 122,8 / 203     |              |         |
| 42      | 1992  | 8 et 9 octobre           | Morsang-sur-Orge / Étampes                            | 136,9 / 212     |              |         |
| 43      | 1993  | 1er octobre              |                                                       |                 |              |         |
| 44      | 1994  | 30 septembre             |                                                       |                 |              |         |
| 45      | 1995  | 12 octobre               |                                                       |                 |              |         |
| 46      | 1996  | 3 octobre                | Corbeil-Essonne (Essonne)                             | 203,3           | 134          | 37      |
| 47      | 1997  | 2 octobre                |                                                       |                 |              |         |
| 48      | 1998  | 1er octobre              | Gien (Loiret)                                         | 205,6           | 123          | 20      |
| 49      | 1999  | 30 septembre             | Gien (Loiret)                                         | 206,5           |              |         |
| 50      | 2000  | 1er octobre              | Gien (Loiret)                                         | 202             |              | 71      |
| 51      | 2001  | 4 octobre                | Gien (Loiret)                                         | 207             |              | 70      |
| 52      | 2002  | 3 octobre                | Gien (Loiret)                                         | 206             |              | 73      |
| 53      | 2003  | 2 octobre                | Gien (Loiret)                                         | 192             |              | 65      |
| 54      | 2004  | 7 octobre                | Gien (Loiret)                                         | 196             | 121          | 73      |
| 55      | 2005  | 6 octobre                | Gien (Loiret)                                         | 194,3           |              | 84      |
| 56      | 2006  | 5 octobre                | Gien (Loiret)                                         | 194,3           | 138          | 87      |
| 57      | 2007  | 11 octobre               | Gien (Loiret)                                         | 194,3           | 122          | 92      |
| 58      | 2008  | 9 octobre                | Gien (Loiret)                                         | 194,3           |              | 120     |
| 59      | 2009  | 8 octobre                | Gien (Loiret)                                         | 193,5           | 150          | 106     |
| 60      | 2010  | 7 octobre                | Gien (Loiret)                                         | 198,3           | 154          | 92      |
| 61      | 2011  | 6 octobre                | Gien (Loiret)                                         | 186,9           | 169          | 71      |
| 62      | 2012  | 4 octobre                | Gien (Loiret)                                         | 190,9           | 173          | 132     |
| 63      | 2013  | 10 octobre               | Gien (Loiret)                                         | 193,3           | 152          | 125     |
| 64      | 2014  | 9 octobre                | Gien (Loiret)                                         | 190,3           | 151          | 102     |
| 65      | 2015  | 8 octobre                | Gien (Loiret)                                         | 190,3           | 152          | 128     |
| 66      | 2016  | 6 octobre                | Gien (Loiret)                                         | 190,3           | 164          | 144     |
| 67      | 2017  | 5 octobre                | Gien (Loiret)                                         | 193,7           | 142          | 124     |
| 68      | 2018  | 4 octobre                | Gien (Loiret)                                         | 193,7           | 123          | 106     |
| 69      | 2019  | 10 octobre               | Gien (Loiret)                                         | 193,9           | 142          | 120     |
| 70      | 2021  | 7 octobre                | Gien (Loiret)                                         | 198             | 139          | 115     |
| 71      | 2022  | 6 octobre                | Gien (Loiret)                                         | 198             | 155          | 140     |
| 72      | 2023  | 5 octobre                | Gien (Loiret)                                         | 198             | 128          | 122     |

## Palmarès
| Année                 | Vainqueur                | Deuxième                  | Troisième                 |                  |
| --------------------- | ------------------------ | ------------------------- | ------------------------- | ---------------- |
| 1913                  | René Pichon              | Guillaume Bonnet          | Charles Juseret           |                  |
| 1914-1916 Non-disputé |                          |                           |                           |                  |
| 1917                  | Charles Juseret          | Hubert Noel               | Eugène Platteau           |                  |
| 1918-1921 Non-disputé |                          |                           |                           |                  |
| 1922                  | Marcel Godard            | Jean Hillarion            | Omer Beaugendre           |                  |
| 1923                  | Jean Brunier             | Charles Juseret           | Georges Detreille         |                  |
| 1924                  | Marcel Bidot             | Marcel Gobillot           | Paul Lesault              |                  |
| 1925                  | Gaston Deschamps         | Hector Denis              | Robert Souderès           |                  |
| 1926-1927 Non-disputé |                          |                           |                           |                  |
| 1928                  | Fernand Bruynooghe       | André Sauvage             | René Wetzel               |                  |
| 1929                  | Théodore Ladron          | André Dumont              | Léon Le Calvez            |                  |
| 1930-1931 Non-disputé |                          |                           |                           |                  |
| 1932                  | Narcisse Mattuizi        | Raymond Prod'homme        | Riccardo Rodighiero       |                  |
| 1933                  | Robert Petit             | Albert Carapezzi          | Louis Thiétard            |                  |
| 1934-1946 Non-disputé |                          |                           |                           |                  |
| 1947                  | Albert Bourlon           | Georges Barré             | François Person           |                  |
| 1948                  | Marcel Dussault          | Maurice Hougron           | Gino Sciardis             |                  |
| 1949                  | Marcel Dussault          | Nello Sforacchi           | Jacques Marinelli         |                  |
| 1950                  | Amand Audaire            | Galliano Pividori         | Marius Bonnet             |                  |
| 1951                  | Jean-Marie Goasmat       | Jacques Marinelli         | Pierre Mancicidor         |                  |
| 1952                  | Stanislas Bober          | André Brulé               | Amand Audaire             |                  |
| 1953                  | Robert Varnajo           | André Darrigade           | Pierre Molinéris          |                  |
| 1954                  | Jean Stablinski          | Norbert Esnault           | Gilbert Loof              |                  |
| 1955                  | Jean-Marie Cieleska      | Fernand Picot             | Gilbert Bauvin            |                  |
| 1956                  | Joseph Morvan            | Maurice Pelé              | André Dupré               |                  |
| 1957                  | Raymond Guégan           | Michel Sallé              | Seamus Elliott            |                  |
| 1958-1970 Non-disputé |                          |                           |                           |                  |
| 1971                  | Walter Ricci             | Guy Santy                 | Francis Ducreux           |                  |
| 1972                  | Cyrille Guimard          | Jean-Pierre Danguillaume  | José Catieau              |                  |
| 1973                  | Roland Berland           | Yves Hézard               | Jean-Pierre Genet         |                  |
| 1974                  | Barry Hoban              | Régis Ovion               | Charles Rouxel            |                  |
| 1975                  | Jean-Pierre Danguillaume | Bernard Hinault           | Raymond Poulidor          |                  |
| 1976                  | Jean-Luc Molinéris       | Raymond Martin            | André Gevers              |                  |
| 1977                  | Régis Delépine           | Pierre-Raymond Villemiane | Patrick Perret            |                  |
| 1978                  | Régis Ovion              | Joop Zoetemelk            | Patrick Friou             |                  |
| 1979                  | Jean-René Bernaudeau     | Régis Ovion               | René Bittinger            |                  |
| 1980                  | Yves Hézard              | Gilbert Duclos-Lassalle   | Phil Anderson             |                  |
| 1981                  | Francis Castaing         | Didier Vanoverschelde     | Marc Madiot               |                  |
| 1982                  | Didier Vanoverschelde    | Jean-François Chaurin     | Pierre-Raymond Villemiane |                  |
| 1983                  | Stephen Roche            | Marc Madiot               | Phil Anderson             |                  |
| 1984                  | Sean Kelly               | Francis Castaing          | Laurent Biondi            |                  |
| 1985                  | Niki Rüttimann           | Gilbert Duclos-Lassalle   | Éric Caritoux             |                  |
| 1986                  | Dominique Lecrocq        | Sean Kelly                | Francis Castaing          |                  |
| 1987                  | Kim Andersen             | Jean-Marc Manfrin         | Régis Simon               |                  |
| 1988                  | Patrice Esnault          | Charly Mottet             | Jean-Claude Colotti       |                  |
| 1989 Non-disputé      |                          |                           |                           |                  |
| 1990                  | Laurent Jalabert         | Steffen Wesemann          | Dan Radtke                |                  |
| 1991                  | Andreï Tchmil            | Marek Kulas               | Tom Desmet                |                  |
| 1992                  | Wilfried Nelissen        | Bruno Cornillet           | Peter Van Petegem         |                  |
| 1993                  | Bruno Cornillet          | Herman Frison             | Laurent Desbiens          |                  |
| 1994                  | Lars Michaelsen          | Peter Meinert-Nielsen     | Edwig Van Hooydonck       |                  |
| 1995                  | Daniele Nardello         | Lars Michaelsen           | Jean-Pierre Heynderickx   |                  |
| 1996                  | Tristan Hoffman          | Pascal Chanteur           | Gérard Rué                |                  |
| 1997                  | Laurent Roux             | Peter Van Petegem         | Ludo Dierckxsens          |                  |
| 1998                  | Ludo Dierckxsens         | Laurent Brochard          | Maarten den Bakker        |                  |
| 1999                  | Daniele Nardello         | Andreï Tchmil             | Laurent Brochard          |                  |
| 2000                  | Laurent Brochard         | Chris Peers               | Bo Hamburger              |                  |
| 2001                  | Florent Brard            | Nico Mattan               | Scott Sunderland          |                  |
| 2002                  | Allan Johansen           | Geert Van Bondt           | Charles Guilbert          |                  |
| 2003                  | Jens Voigt               | Florent Brard             | Nicolas Fritsch           |                  |
| 2004                  | Jérôme Pineau            | Martin Elmiger            | Davide Rebellin           |                  |
| 2005                  | Lars Bak                 | Benoît Vaugrenard         | Grégory Rast              |                  |
| 2006                  | Thomas Voeckler          | Aliaksandr Usau           | Stuart O'Grady            |                  |
| 2007                  | Romain Feillu            | Aurélien Clerc            | Aliaksandr Usau           |                  |
| 2008                  | Bernhard Eisel           | Cédric Pineau             | Anthony Charteau          |                  |
| 2009                  | André Greipel            | Juan José Haedo           | Aliaksandr Usau           |                  |
| 2010                  | Anthony Ravard           | Romain Feillu             | Matti Breschel            |                  |
| 2011                  | Mathew Hayman            | Baden Cooke               | Greg Henderson            |                  |
| 2012                  | Florian Vachon           | Nacer Bouhanni            | John Degenkolb            |                  |
| 2013                  | John Degenkolb           | Arnaud Démare             | Samuel Dumoulin           |                  |
| 2014                  | John Degenkolb           | Yauheni Hutarovich        | Giacomo Nizzolo           |                  |
| 2015                  | Sam Bennett              | Nacer Bouhanni            | Giacomo Nizzolo           |                  |
| 2016                  | Sam Bennett              | Alexander Porsev          | Rudy Barbier              |                  |
| 2017                  | Rudy Barbier             | Marc Sarreau              | Jérémy Lecroq             |                  |
| 2018                  | Valentin Madouas         | Bryan Coquard             | Christophe Laporte        |                  |
| 2019                  | Marc Sarreau             | Tom Van Asbroeck          | Amaury Capiot             |                  |
| 2020 Non-disputé      |                          |                           |                           |                  |
| 2021                  | Jordi Meeus              | Arnaud Démare             | Niccolò Bonifazio         |                  |
| 2022                  | Jasper Philipsen         | Arnaud Démare             | Bryan Coquard             |                  |
| 2023                  | Arnaud Démare            | Arnaud De Lie             | Jordi Meeus               |                  |
| 2024                  | annulé/abandonné         | annulé/abandonné          | annulé/abandonné          | annulé/abandonné |
| 2025                  | annulé/abandonné         | annulé/abandonné          | annulé/abandonné          | annulé/abandonné |

### Ouvrage
- Christian Benz, Le Paris Bourges : les 100 ans d'une classique, Marivole, 4 octobre 2013, 192 p. (EAN 9782365750691).